# Direkt textilnyomtatás
A direkt textilnyomtatás vagy digitális pólónyomtatás (angolul Direct to garment printing vagy DTG) egy tintasugaras elven működő textilnyomtatási technológia. A módosított vagy ezen célból épített nyomtatóknak két alapvető követelményük van, alkalmasak legyenek egy tálcarendszer segítségével a ruhaneműt közvetlenül befogadni és mozgatni, valamint képesek legyenek speciális textiltintákkal nyomtatni.
A legtöbb ilyen gép egy Epson tintasugaras nyomtató (proofer) átalakítás. Ebben az esetben a gyártó a meglévő nyomtató "alá" épít egy póló mozgatására alkalmas tálcarendszert, néhány esetben csak a nyomtatófejet használja fel. A többi gép kisebb felbontású, nagy formátumú nyomtatókban használt fejjel működik, amelyekkel nagyobb a nyomtatási sebesség.

## Fordítás
- Ez a szócikk részben vagy egészben  a   Direct to garment printing című angol Wikipédia-szócikk fordításán alapul.  Az eredeti cikk szerkesztőit annak laptörténete sorolja fel. Ez a jelzés csupán a megfogalmazás eredetét és a szerzői jogokat jelzi, nem szolgál a cikkben szereplő információk forrásmegjelöléseként.